# سيتيدين منقوص الأكسجين
السيتيدين منقوص الأكسجين (بالإنجليزية: Deoxycytidine)‏ هو مركب عضوي يتكون من ترابط قاعدة البيريميدين سايتوسين مع ريبوز منقوص الأكسجين عن طريق رابطة غليكوسيدية β-N1 وهو نيوكليوسيد يدخل في تركيب الأحماض النووية.
تحت الظروف الفيزيولوجية يتم نزع أمين كمية صغيرة من السيتيدين منقوص الأكسجين المتواجد في الدنا ويصبح يوريدين منقوص الأكسجين ولهذا توجد آليات  إصلاح داخل الخلايا. نفس الأمر كذلك مع نزع أمين 5-ميثيل سيتيدين منقوص الأكسجين الذي يصبح ثيميدين منقوص الأكسجين وهو مركب متواجد عادة في الدنا ولا يمكن تحديده كخطـأ بواسطة آليات الإصلاح في الخلية، لذلك يمكنه الترابط مع الأدينوسين منقوص الأكسجين، وفي المرحلة التالية من تضاعف الدنا ينتج عن هذا الترابط تحول في الترابط من سيتيدين منقوص الأكسجين إلى ثيميدين منقوص الأكسجين وفي السلسلة المقابلة للدنا يتحول الغوانوسين منقوص الأكسجين إلى أدينوسين منقوص الأكسجين.